# Théâtre national de Chaillot
Pour les articles homonymes, voir Chaillot.
Résidence
Le théâtre national de Chaillot est l'un des six théâtres nationaux français. Il est situé dans le palais de Chaillot, au 1, place du Trocadéro dans le 16e arrondissement de Paris. Il a le statut juridique d'un établissement public à caractère industriel et commercial.

## Histoire
Le théâtre de Chaillot a été construit en 1937 par les frères Niermans. Il fut longtemps le lieu symbolique du théâtre populaire, notamment associé aux grands noms tels que Jean Vilar puis Antoine Vitez, et affecté au TNP jusqu'en 1972. Entre 1973 et 1975, l'intérieur du théâtre est totalement restructuré lors d'un chantier de rénovation conduit par le duo Valentin Fabre et Jean Perrottet, déjà architectes des nouveaux aménagements du théâtre de la Ville en 1967-1968. Le théâtre de Chaillot est reconnu théâtre national en 1975 et abrite une école de théâtre (qui ferme ses portes en 2006). Il comporte désormais trois salles, la salle Jean-Vilar de 1250 places et la salle Gémier de 420 places, ainsi que le studio Maurice-Béjart de 80 places destiné à des spectacles de moindre envergure, c'est la salle dite des « expériences ».
En 1993, Michel Reilhac, ancien danseur, face au déclin du bal « ringardisé », y crée le « bal moderne » dans le cadre du Festival Paris quartier d'été, avec comme principe des néophytes qui sont invités à apprendre des mini-chorégraphies créées spécialement à leur intention par de grands noms de la danse.
En juin 2008, Dominique Hervieu (directrice depuis 2000 de la mission jeune public) et José Montalvo (qui était depuis 2000 directeur de la danse à Chaillot) prennent la direction du tout nouveau pôle chorégraphique créé au théâtre national de Chaillot, dont la mission est désormais en priorité à la promotion de la danse contemporaine plus que celle historique du théâtre. Cette orientation, décidée en septembre 2007 par la ministre de la culture Christine Albanel, met désormais en concurrence ou en synergie deux grandes salles parisiennes : le théâtre de la Ville, salle historique à Paris de la promotion de la danse contemporaine depuis 30 ans, devrait s'orienter vers une programmation plus internationale, alors que Chaillot pourrait se spécialiser sur les chorégraphes contemporains français, pour la plupart issus de la Nouvelle danse française des années 1980. Après seulement deux ans, le ministre de la Culture Frédéric Mitterrand annonce le 3 septembre 2010 la nomination du danseur et pédagogue Didier Deschamps à la tête de l'institution à partir de juillet 2011 après le départ de Dominique Hervieu à la direction de la Biennale de la danse de Lyon et de la Maison de la danse de Lyon, José Montalvo faisant toujours partie de l'équipe dirigeante.
Pendant l'été 2017, la statue L'Âme et la Danse est installée sur le palier, face au vestiaire. En 1964, lors de la création du Bar Bleu, elle avait été transportée aux ateliers de moulage puis réclamée en 1981 par Duchamp pour la salle Pleyel. En 2004, le directeur de cette dernière salle, Hubert Martigny, effectue des travaux et s'en débarrasse. Le palais de Chaillot avait alors refusé de la reprendre, invitant la salle Pleyel à la conserver. Elle est donc entreposée dans les réserves du Centre national des arts plastiques de Saint-Ouen-l'Aumône.

## Direction
Le théâtre a été successivement dirigé par :
- pour l'ancien théâtre démoli en 1935
  - 1920-1933 : Firmin Gémier
  - 1933-1935 : Albert Fourtier
- pour le théâtre reconstruit 
  - 1938-1939 : Paul Abram
  - 1941-1951 : Pierre Aldebert
  - 1951-1963 : Jean Vilar
  - 1963-1972 : Georges Wilson
  - 1973-1974 : Jack Lang
  - 1974-1981 : André-Louis Perinetti
  - 1981-1988 : Antoine Vitez
  - 1988-2000 : Jérôme Savary
  - 2000-2008 : Ariel Goldenberg
  - 2008-2011 : Dominique Hervieu et José Montalvo
  - 2011-2021 : Didier Deschamps
  - depuis 2021 : Rachid Ouramdane

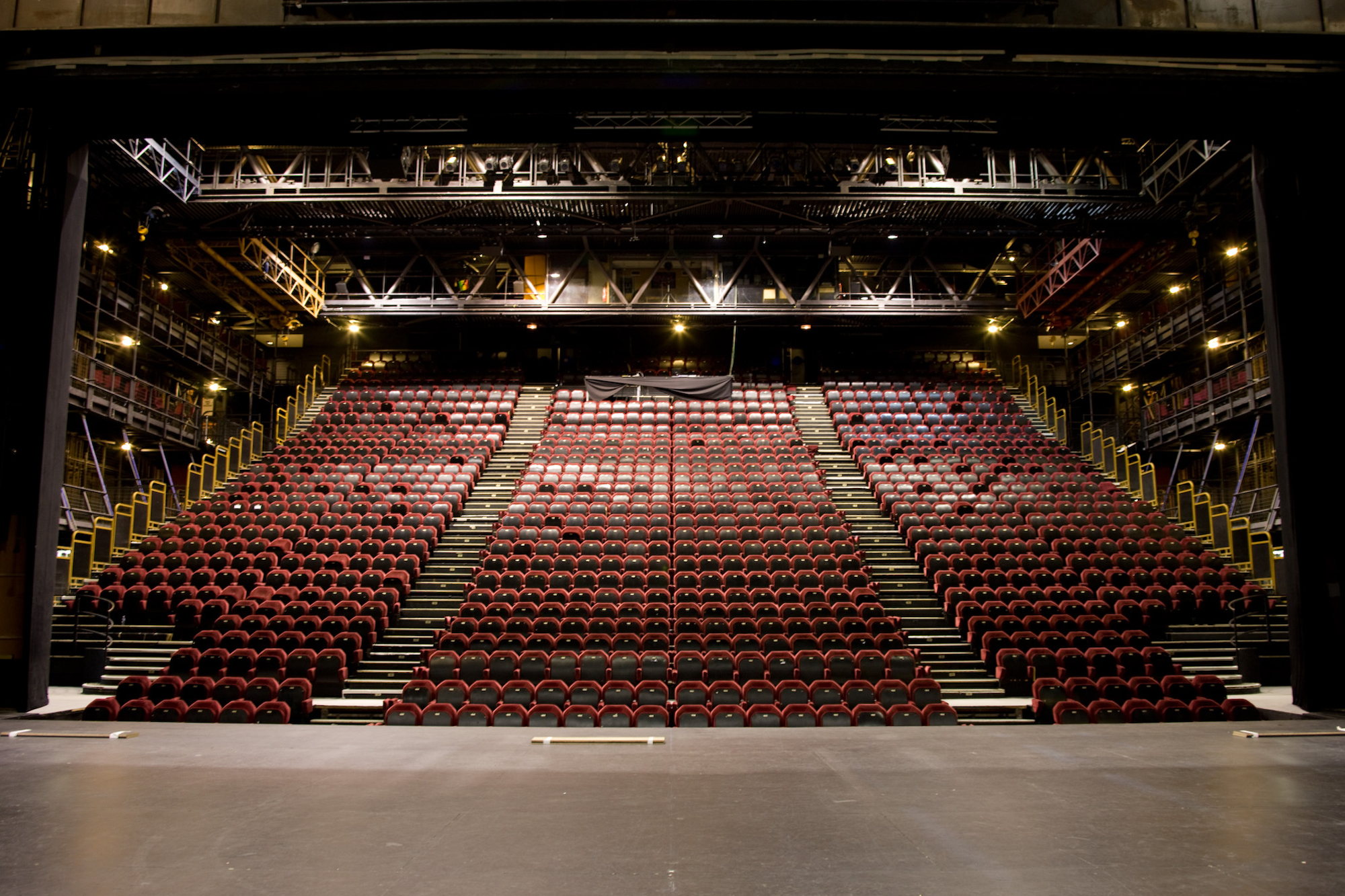
La salle « Jean-Vilar ».
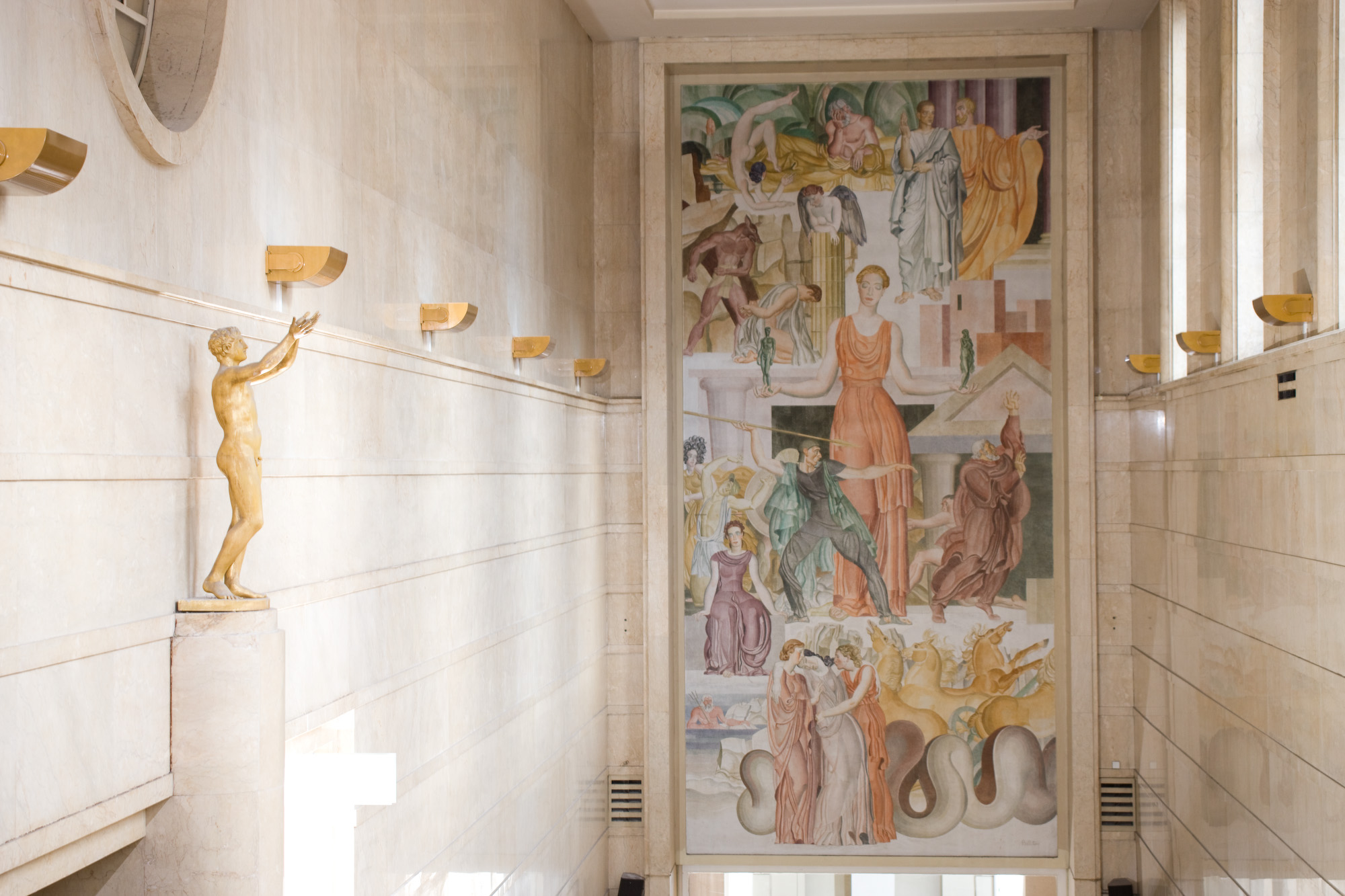
Entrée du théâtre national de Chaillot.
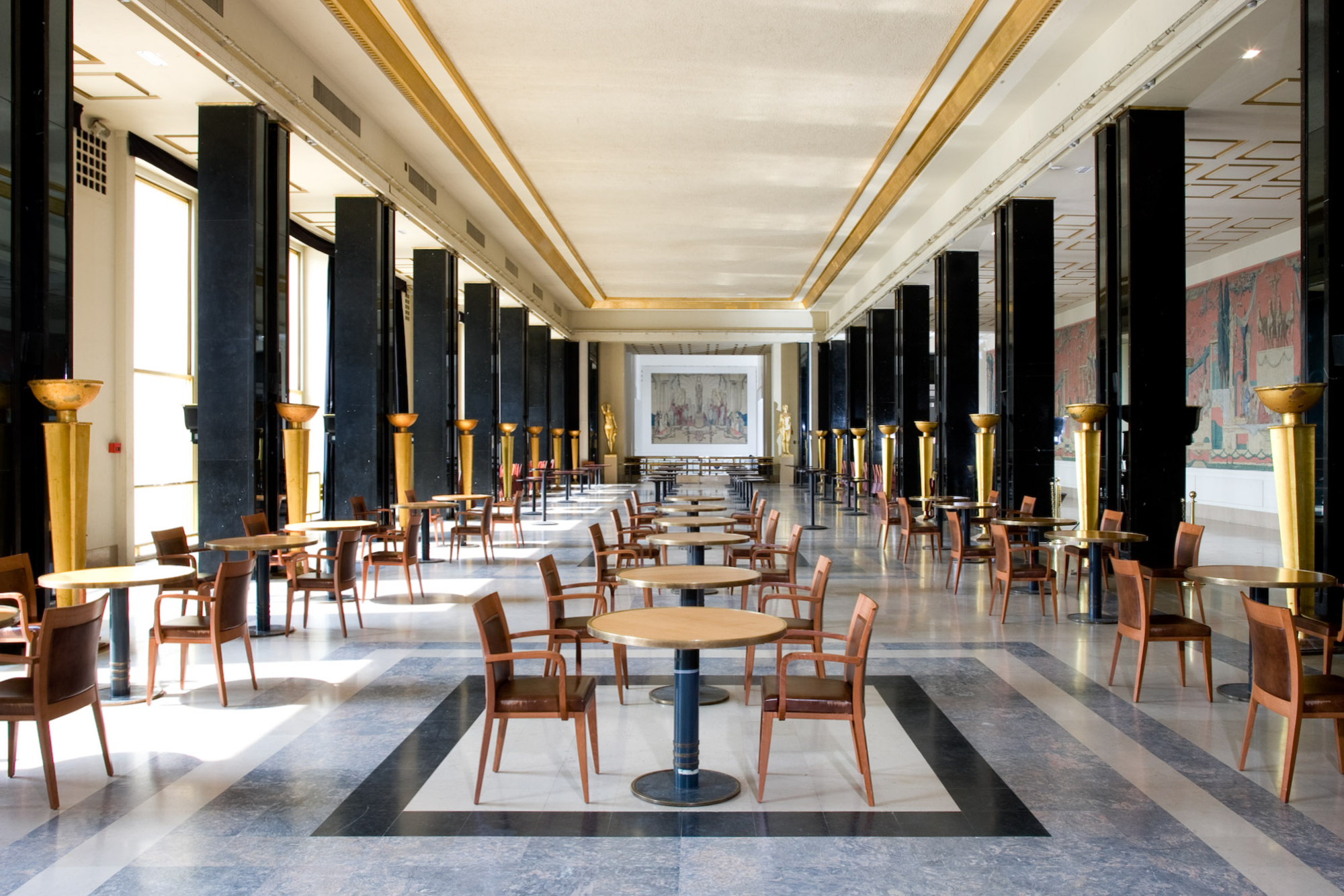
Le grand foyer.
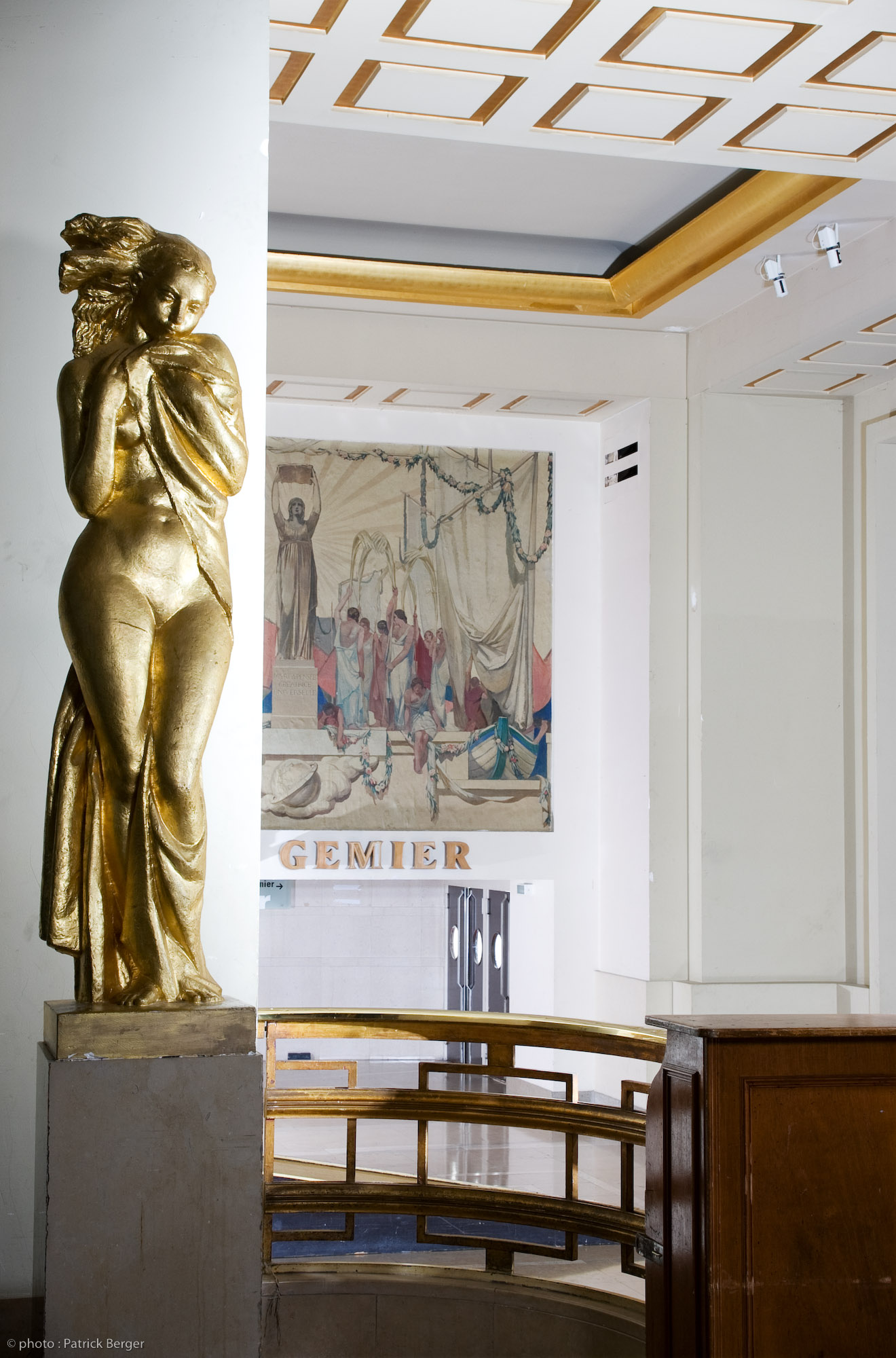
Statue dans le grand foyer du théâtre national de Chaillot.

## Accès
Le théâtre national de Chaillot est accessible par la station de métro Trocadéro des lignes 6 et 9.